# Герб принца Вельзького
Герб принца Вельзького є офіційним геральдичним знаком принца Вельзького, титул, який традиційно надається спадкоємцю правлячого монарха Сполученого Королівства Великої Британії та Північної Ірландії, колишнього Королівства Великої Британії та до цього Королівство Англія. 
Герб в його нинішньому вигляді був розроблений для Чарльза, принца Вельзького, в 1958 році. Він містить бейджі та елементи, взяті з усіх чотирьох складових країн Сполученого Королівства, а також з багатьох титулів, спадкоємцем яких є принц. 
Історія герба тісно пов'язана з королівським гербом Англії та Королівським гербом Сполученого Королівства. Однак, як зазначав антиквар і геральдист Чарльз Бутелл 1863 року, "герб принца Вельзького має чітку індивідуальну особливість, з якою нічого не повинно бути безпосередньо пов'язане".

## Елементи

### Корона

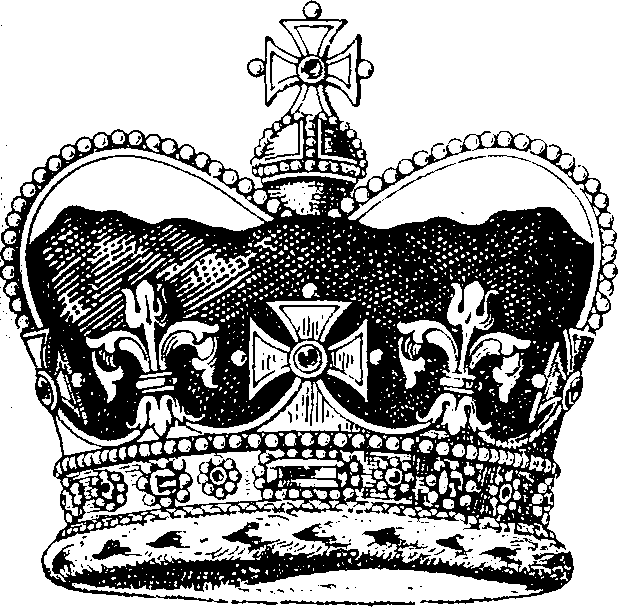
Корона британського спадкоємця на зображенні Уго Джерарда Шрьоля

Корони князя та лорда регулювалися королем Карлом II в Королівському ордері, що був підписаний 9 лютого 1661 року. Ордер проголошував: "Отже, наша воля і бажання полягають у тому, що син і спадкоємець, очевидно, корони, буде використовувати та носити свою корону, складену з хрестів та лілій однією аркою; та в посередині кулі та хреста, як у нашої Королівської діадеми".
Іншими словами, геральдична корона, використана в гербі Принца Вельзького, схожа на геральдичну корону (корона Св. Едуарда), що використовується в Королівському гербі, за винятком того, що замість двох пересічних арок вона має лише одну. Боутелл писав, що: "Однак слід зауважити, що ця корона належить принцу як старшому синові суверена і спадкоємця престолу, а не як принцу Вельзькому". Корону також використовує консорт принца Вельзького, в своєму гербі.
Корона спадкоємця була підтверджена в іншому Королівському ордері, підписаному 19 листопада 1917 р. Королем Георгом V. В ордері проголошено: "син і спадкоємець суверена та його наступники має корону, складену з хрестів та лілій з однією аркою, а посередині куля та хрест, як у королівській короні".
В даний час є три фізичні зразки корон, що використовувались в той чи інший час як частина регалій Вельського князівства : Корона Фредеріка, Корона Джорджа та Корона Карла. Однак ці фізичні прояви не вплинули на графічне зображення корони в геральдичному мистецтві.

### Геральдичний комір
Починаючи з правління короля Едуарда I синій геральдичний комір із трьома кінцями квикористовувався його сином, майбутнім королем Едуардом II, для вирізення герба від батьківського. Без такого знака їх герби були б ідентичними. У геральдиці ця система розрізнення герба називається бризурою. Комірець розміщується у главі (або вгорі) щита герба, кінці якої простягаються впоперек зправа вліво щита. Саме принц Едуард Чорний принц, спадкоємець короля Едуарда III, вперше використав срібний трикінцевий комір. Це є коміром спадкоємця, очевидним з тих пір, без огляду на систему бризурування, яку використовують інші члени королівської родини.

### Клейнод

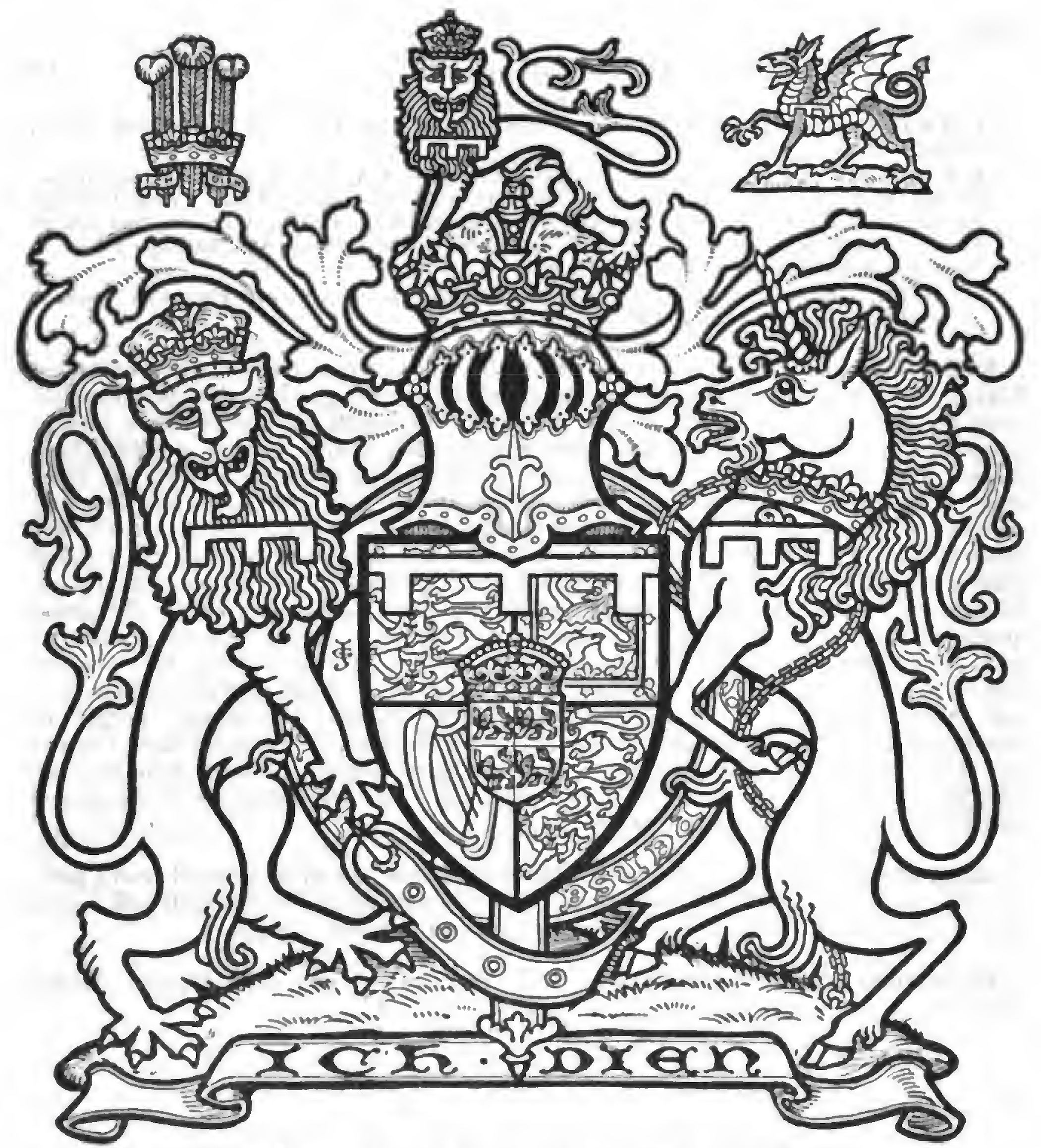
Герб Едварда, принца Вельзького, як проілюстровано у виданні Берка Піраджа 1914 року.

Клейнод принца Вельзького тотожний зкоролівському, але завжди з відповідною міткою бризури. На цьому нашоломнику зображений золотий лев "на сторожі" увінчаний у корону спадкоємця, а на грудях комір у три срібні кінці. Лев завжди стоїть на більшій короні спадкоємця, який потім сидить на золотому або уоролівському шоломі. З боків шолома золотий і горностаєвий намет королівської сім'ї.  

### Щитотримачі
Подібно до клейнода, щитотримачі принца запозичені із герба суверена. По обидва боки щита стоять на золотому сувої королівські щитотримачі: Лев та Єдиноріг. На обох звірів комір принца навколо шиї, знову ж таки як відповідний знак бризури. Лев праворуч - стародавній символ Англії, увінчаний короною спадкоємця. Звір був щитотримача англійського королівського герба від часів правління короля Генріха VIII. Білий єдиноріг Шотландії ліворуч був включений до королівських гербів із шотландських королівських гербів після Союзу корон 1603 року.  

### Орден
1958 року принц Чарльз був призначений лицарем підв'язки. З моменту заснування ордену в 1348 році майже кожен принц Вельзький був призначений до ордена. Орден підв'язки представлений в гербі його тезкою синя підв’язка, яка золотими літерами носить девіз Honi soit qui mal y pense, що перекладається як із французької: "Ганьба тому, хто вважає це злом".  

### Девіз
Під гербом знаходиться сувій із девізом Ich dien, німецькою мовою «Я служу». Девіз невизначеного походження вперше з'явився на гербі Едварда Вудстока, або Чорного принца. Принц Едвард був призначений принцом Вельзьким його батьком королем Едуардом III 12 травня 1343 року. Легенда стверджує, що Чорний Принц взяв девіз так само, як і страусові пір'я, від короля Яна Сліпого з Чехії, який був убитий під час поєдинку принцом та його батьком у битві при Кресі в 1346 році. Девіз також є майже омофоном Ейха Діна, "Твій чоловік" у валлійській.

### Бейджі
Принц Вельзький в рамках свого повного досягнення герба має багато геральдичних бейджів, які показують історію та суверенітет його численних титулів. 

#### Пір'я принца Вельзького
Знак пір'я принца Вельзького містить "плюмаж із трьох срібних страусових пір'їн, поєднаний королівською коронкою поперемінних хрестів та лілій", з девізом "Ich Dien" на темно-синій стрічці. Знак, мабуть, є найвпізнаванішим елементом геральдичної презентації принца Вельзького як особистого знака принца, а також самого Князівства Вельзького. В якості особистого знаку бейдж надається як Королівський ордер на призначення компаніям, які регулярно постачають принцу товари та послуги. В даний час існує 170 компаній, які мають право відображати цей бейдж із написом "За  призначенням в НР Принца Вельзького" під ним. Бейдж може бути зображений у всіх приміщеннях, транспортних засобах, канцтоварах та рекламі, а також на окремих продуктах. Інші організації, пов’язані з Вельзом чи принцом, включають значок у свої власні знаки, включаючи багато валлійських полків британської армії (наприклад, Королівський Вельзький полк) та Вельзький регбі-союз.
Пір’я, що використовувались як клейнод чи значок, були давнім геральдичним знаком Роду Плантагенетів. Однак, лише до її включення до геральдичних елементів Чорного принца пір'я стали всюдисущою рисою гербів Вельзького принца.

#### Червоний Вельзький дракон
10 грудня 1901 року ордер, підписаний королем Едуардом VII, затвердив додавання знака Червоного Дракона до герба Вельзького принца. Проголошення вказувало "на зловісну сторону зображення бейджа Вельзького, а саме, на вершині гори червоний дракон (як у клейноді) із срібним коміром із трьома кінцями. Це повинно було доповнити бейдж пір’я, який мав бути зображений на бічній стороні герба принца. 
Червоний Дракон, або Y Ddraig Goch, був символом, пов'язаним з Вельзом ще з часів Кадваладра, короля Гвінедда у VII столітті. Лише до початку дому Тюдорів Червоний Дракон став королівським знаком королів Англії. Генріх Тюдор (пізніше король Генріх VII) демонстрував дракона Кадваладра на його бойовому штандарті. Червоний дракон став офіційним королівським знаком суверена (представляючи Вельз) згідно з ордером, виданим 1801 року. Водночас ордер також підтвердив, що троянда Тюдора була королівським знаком для Англії, чортополох для Шотландії та золотою арфою для Ірландії.

#### Герб герцогства Корнволл
Озброєнням герцога Корнвольського є: "У чорному полі п’ятнадцять безантів, п’ять, чотири, три, два та один". Цей герб був похідним від герба Річарда, першого графа Корнволла, короля римлян, сина та спадкоємця короля Іоана, який також був графом Пуатьє (або Пуату), представленим гербом, складеною з гороху (pois) або золоті монети.
Після приєднання матері принца до королеви Єлизавети II 6 лютого 1952 р. принц Чарльз автоматично став герцогом Корнвольським. Як такий, він може відобразити герби герцогства на своєму гербі. Цей титул присвоюється кожному спадкоємцю від 17 березня 1337 року відповідно до статуту, виданого королем Едуардом III для його старшого сина та спадкоємця Едварда Чорного принца. Королівський ордер від 21 червня 1968 року доповнив цей герб двома прихильниками "з обох боків червонодзьобі галки підтримує срібне страусине перо і девіз:" Х'юмонт "(або Хомут), що означає мужність.

## Герб

### Незалежний принц
| Герб | Дати          | Принци                                       | Інформація |
| ---- | ------------- | -------------------------------------------- | --- |
|      | c.1240 - 1282 | - Давид II ап Ллівелін - Ллівелін ап Груффід | Герби Гвінедда чи Ллівеліна ап Груффідда були гербами володарів Північного Вельзу; блазон герба: «Почетвертований щита на золоте і червоне пола, на яких чотири леви на сторожі обернених кольорів». |
|      | c.1282 - 1283 | - Давид III ап Груффід                       | Герб Давида ап Груффідда був гербом останнього автономного володаря Вельсу до його страти англійським королем Едуардом I 1283 року. Його герб такий же, як у Ллівеліна, але червоний колір заміннено на синій. |
|      | 1404 - c.1415 | - Овайн Гліндур                              | Герб Овайна Гліндуру має походження від родів Диневурів і Матравалів. Блазований як: "Почвертований щит на якому чотири здиблених червоних і золотих леви в обернених полях". Гліндур безуспішно керував повстанням Гліндура за валлійську незалежність, яке зазнало поразки 1415 року під час правління короля Генріха V. |

### Спадкоємець
| Arms | Dates          | Princes (later as King) | Information |
| ---- | -------------- | --- | --- |
|      | 1303 – 1307    | - Едуард Карнарфон (Едуард II Англійський) | Перекладається як: "Герб він носив у доброго короля, свого батька, з коміром блакитного кольору. Нехай Бог дарує йому благодать і мужність на міру свого батька!" Цитата з сучасної поеми про облогу Керлаверока 1300 року. У цій поемі йдеться про принца Едварда (майбутнього короля Едуарда II), який народився 1284 року в замку Карнарфон, а потім був подарований валлійськими вождями його батьку королю Едуарду I як їхньому принцу. Однак лише через сімнадцять років йому було вручено титул принца Уельського. На його руках були зображені герби Королівства Англії із синім коміром із трьому кінцями. |
|      | 1343 – 1377    | - Едуард Чорний Принц - Річард Бордо (Річард ІІ Англійський) | Гербом Едварда, Чорного принца, були: "Читириполе з гербом Франції (що відображає претензії короля Едуарда III на французький престол) та Англії із срібним трикінцевим титлом. Цей щит часто називають його «Щит для війни»; додатково над щитом з'являється сувій з французьким словом Houmout (або Magnanimous). На його могилі, однак, також був виставлений додатковий щит, "Щит миру": "У чорному пол три срібних страусиних пера, що проходять через ескролли із написами "Ich Dien ""; той самий девіз також з'являється над щитом в іншому сувої. Майбутній Річард II отримав щит для війни як свій герб, коли його проголосили принцом Вельзьким, через кілька місяців після смерті батька в 1376 році. |
|      | 1399 – 1509    | - Генріх Монмутський (Генріх V Англійський) - Едуард Вестмінстерський - Едувард Санктуарій (Едуард V Англійський) - Едвард Міддлгем - Артур Тюдор - Генрі Тюдор, герцог Йоркський (Генрі VIII Англійський) | Віддзеркалення змін у королівських гербах, спричинених королем Генріхом IV, який змінив 1-шу та 4-ту чверть з давнім гербом Франції на більш сучасний. Ця версія вперше була надана майбутньому Генріху V. Цей герб вживали різні принци Вельзькі як з клану Ланкастерів (Едвард Вестмінстерський), так і Йорків (майбутні Едвард V і Едвард Міддлхемський). Герб лишився незмінним при правлінні Тюдорів, коли титул був присвоєний Артуру Тюдору в 1489 році. З його смертю в 1502 році герб було передано його братові, майбутньому Генріху VIII в 1504 році. |
|      | 1610 – 1688    | - Генрі Фредерік Стюарт - Карл Стюарт, Герцог йоркський (Карл I Англійський) - Карл Стюарт (Карл II Англійський) - Яків Стюарт, герцог Йоркський (Яків II Англійський) - Джеймс Френсіс Едвард Стюарт      | Правонаступництво Стюартів внесло основні зміни в герб, включивши елементи гербів Шотландії та Ірландії у 2-гу та 3-тю чверть відповідно. Цей герб вперше отримав Генрі Стюарт, герцог Ротсейський, після того, як його батько Яків VI сів на престол Англії, як Яків I. Цей герб потім було надано ще двічі: майбутнім Карлу I і Карлу II. Повідомлялося, що Яків, герцог Йоркський (майбутній Яків II), також мав герб (незважаючи на те, що не носив титулу принца Вельзького), але лише тоді, коли його становище спадкоємця свого брата стало безпечним після кризи виключення. Герб ще раз отримав Джеймс Френсіс Едвард, який після 1688 року став якобітським претендентом, син якого Карл Едвард (Бонні Принц Чарлі) продовжував використовувати герб в еміграції. |
|      | 1714 – 1801    | - Георг Август (Георг II Великобританський) - Фредерік Люїс - Георг Вільям Фредерік (Георг III Великобританський) - Георг Август Фредерік (Георг IV Великобританський)                                     | Ганноверський дім іуспадкував престол Великої Британії після смерті королеви Анни 1714 року, що призвело до включення гербів володінь короля Георга I в Німеччині до королівських гербів. Опис герба: "1-ша чверть Англії і Шотландія, 2-га Франція, 3-тя Ірландія і 4-та поєднання герба Ганновера, з трьох частин". У ганноверській чверті зображено: Брансвік, Люнебург, Вестфалія та серцевинний щиток". У щитку містилося зображення корони Карла Великого, що було збільшенням честі, наданої курфюрсту Ганновера в якості архіказначея імператора Священної римської імперії. Як спадкоємець цього імператорського відомства, лише Принц Вельзький мав право нести порожню в'язку, в праві спадкування цього імператорського відомства. |
|      | 1801 – 1820    | - Георг Август Фредерік (Георг IV Великобританський) | Законом про Союз 1800 року герб принца Вельзького змінився з гербом Королівства. Давня претензія на Францію була скасована, і Англія презентувала 1-ше і 4-те чвертьполе, тоді як Ганноверська чверть стала щитком у центрі щита. Цей герб був наданий лише один раз Георгу Августу Фрідріху (майбутньому Георгу IV), який також став регентом принца в 1811 році. |
|      | 1841 – 1910    | - Альберт Едвард (Едвард VII Великобританський) - Герог, герцог Йоркський (Георг V Великобританський) | Королівські герби знову були змінені після сходження королеви Вікторії на престол у 1837 році, коли гановерський щит був скинутий. Ганноверська врізка була замінена гербами Саксонії, що було геральдичним символом чоловіка королеви принца Альберта Сакскобургготського і Готського (герцога Саксонії). Герб з'явився лише в нащадків Альберта за чоловічою лінією, а не в самому Королівському гербі. За словами антиквара Чарльза Бутелла, врізання було розміщено як "притворний притвор", який, здається, не відповідає ні духу, ні практичному використанню справжньої історичної геральдики". Ці герби були надані двічі, спочатку "Берті" (пізніше королю Едуарду VII) і майбутньому Георгу V. У своїй книзі "Повне керівництво по геральдиці" 1909 року, Артур Чарльз Фокс-Дейвіс писав: "Дуже шкодує, що герб її принца Вельзького (майбутнього Георга V) не включає герб його суверенітету герцогства Корнуолл, а також жодних натяків на його гідності принца Вельзького абографа Честера." |
|      | 1911 – present | - Едвард (Едвард VIII Великобританський) - Чарльз, Принц Вельзький (діючий) | У 1910 році принц Едвард був інвестований і представлений валлійцям як принц Вельзький у замку Кернарфон, вперше за шістсот років. Валлійська місцева влада просила, щоб червоного дракона можна було ввести в королівські герби та карбування монет, але жодне з цих побажань не було виконано. Однак роком пізніше, в 1911 році, король Георг V видав розпорядження в раді, яке замінило саксонську врізку в гербі принца Вельзького на врізку, що "представляє князівство Вельзьке". Блазонірований як: "Почетвертований щит містить чотири леви, що короновані коронетом Його ступеня" У 1958 році принц Чарльз, герцог Корнвольський, син королеви Єлизавети II, отримав ті самі герби, коли його призначили принцом Вельзьким. |

## Сім'я

### Види
Сім'я принца Вельзького має право використовувати певні геральдичні фігури. Дружина принца Вельзького (з назвою Принцеса Вельзька) отримує унікальний герб після одруження, заснований на символіці принца (зправа) та батька (зліва). Дружина також має право використовувати щитотримачів принца (з відповідним ламбрикеном) та використання коронету принца над гербом. Нинішня дружина принца, герцогиня Корнуолла Камілла, 17 липня 2005 року отримала герб після одруження з Чарльзом, принцом Вельзьким.
| Августа Сакско-Готська (дружина Фрідріха, 1736 - 1772) | Олександра Данська (дружина Альберта Едварда, 1863 - 1901) | Марія Текська (дружина Георга, 1901 - 1910) |

| Діана Спенсер (дружина Чарльза, 1981 - 1996) | Камілла Паркер Боулз (дружина Чарльза, 2005 - 2022) | Кетрін Міддлтон (дружина Вільяма, 2022 - донині) |

### Діти
Діти спадкоємця мають свої власні коронети, на відміну від інших онуків государя. Це було підтверджено Королівським ордером 1917 р., який проголосив: "всім синам і дочкам сина і спадкоємця, очевидних для нас і наших наступників, коронка, складена з двох хрестів патте (або хрестів з формою), чотирьох лілей і двох листків полуниці».  Дружини синів принца Вельзького використовують ту саму коронку, що й їхні чоловіки, наприклад, герб, який має Кетрін, герцогиня Кембриджська, яка була надана їй у 2011 році.
| Вільям, герцог Кембриджський (старший син Чарльза) | Кетрін Міддлтон (невістка, дружина Вільяма) | Гаррі, герцог Сассексський (молодший син Чарльза) | Меган Маркл (невістка, дружина Гаррі) |

## Інші герби
| Герб герцогства Корнволл (доповнене 21 червня 1968 р.) | Герб герцога Ротсейського (у Шотландії) |

| Герб герцогства Корнволл | Герб графа Честер (в Англії) | Герб герцога Ротсейського (у Шотландії) | Герб принца Шотландії (у Шотландії) | Герб графства Каррік (у Шотландії) | ГербВолодаря островів (у Шотландії) |